# Weroth
Weroth ist eine Ortsgemeinde im Westerwaldkreis in Rheinland-Pfalz. Sie gehört der Verbandsgemeinde Wallmerod an.

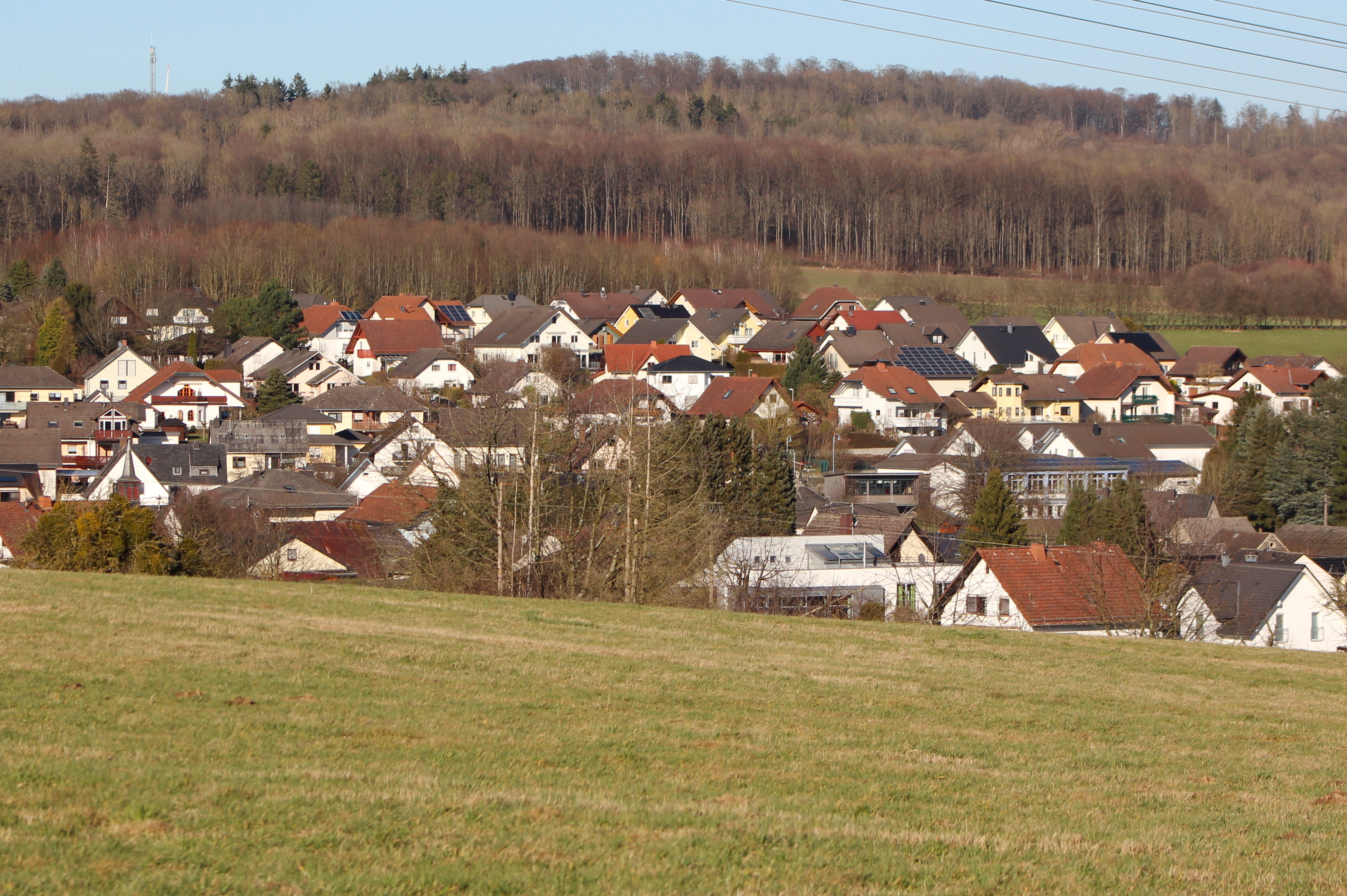
Ansicht von Weroth

## Geographische Lage
Die Gemeinde liegt im Westerwald zwischen Montabaur und Limburg an der Lahn. Weroth liegt 290 m ü. NN. Die Nachbargemeinden sind Hundsangen, Wallmerod, Berod, Dreikirchen und Steinefrenz.

## Geschichte
Weroth wurde im Jahre 1322 erstmals urkundlich erwähnt. Der Ort gehörte zur Grundherrschaft Meudt und war kirchlich Hundsangen zugeordnet. 1865 erhielt das Dorf durch den Bau der Kapelle St. Sebastian ein eigenes Gotteshaus. Im Jahr 1905 wurde es nach Steinefrenz umgepfarrt.
Bevölkerungsentwicklung
Die Entwicklung der Einwohnerzahl von Weroth, die Werte von 1871 bis 1987 beruhen auf Volkszählungen:
| Jahr | Einwohner |
| ---- | --------- |
| 1815 | 117       |
| 1835 | 188       |
| 1871 | 250       |
| 1905 | 227       |
| 1939 | 315       |
| 1950 | 373       |

| Jahr | Einwohner |
| ---- | --------- |
| 1961 | 389       |
| 1970 | 438       |
| 1987 | 487       |
| 1997 | 567       |
| 2005 | 625       |
| 2023 | 572       |

## Politik

### Bürgermeister
Achim Kremer wurde 2014 Ortsbürgermeister von Weroth. Bei der Direktwahl am 26. Mai 2019 wurde er mit einem Stimmenanteil von 89,16 % für weitere fünf Jahre in seinem Amt bestätigt. Er wurde im Juni 2024 wiedergewählt.
Kremers Vorgänger Frank Reusch hatte das Amt von 1999 bis 2014 ausgeübt.

### Wappen
| Wappen von Weroth | Blasonierung: „In Gold ein rotes Göpelstück, darin auf einem wachsenden silbernen Dach ein silbernes Glockentürmchen mit zwei schwarzen Schallfenstern, unter dem Turm belegt von einer blauen Urne; vorne und hinten je ein grüner Eichenzweig mit drei Blättern und einer Eichel.“ |
| Wappen von Weroth | |

## Wirtschaft und Infrastruktur

### Verkehr
In unmittelbarer Nähe nördlich des Ortes verläuft die Bundesstraße 8, die Limburg an der Lahn und Hennef (Sieg) verbindet. Die nächste Autobahnanschlussstelle ist Diez an der Bundesautobahn 3 (Köln–Frankfurt am Main), etwa vier Kilometer entfernt. Der nächstgelegene ICE-Halt ist der Bahnhof Montabaur an der Schnellfahrstrecke Köln–Rhein/Main (in etwa zehn Kilometern), nächster Bahnhof ist der etwa zwei Kilometer entfernte Bahnhof von Steinefrenz an der Strecke der Unterwesterwaldbahn von Limburg nach Siershahn.

### Ansässige Unternehmen
- Creaton, Hersteller von Pfannenziegeln, hat einen seiner Produktionsstandorte in Weroth.

## Persönlichkeiten
- Alexej Stachowitsch (1918–2013), Autor, Liedermacher, Pfadfinder und Wandervogel; lebte in Weroth.
- Svenja Jung (* 1993), deutsche Schauspielerin

## Sonstiges

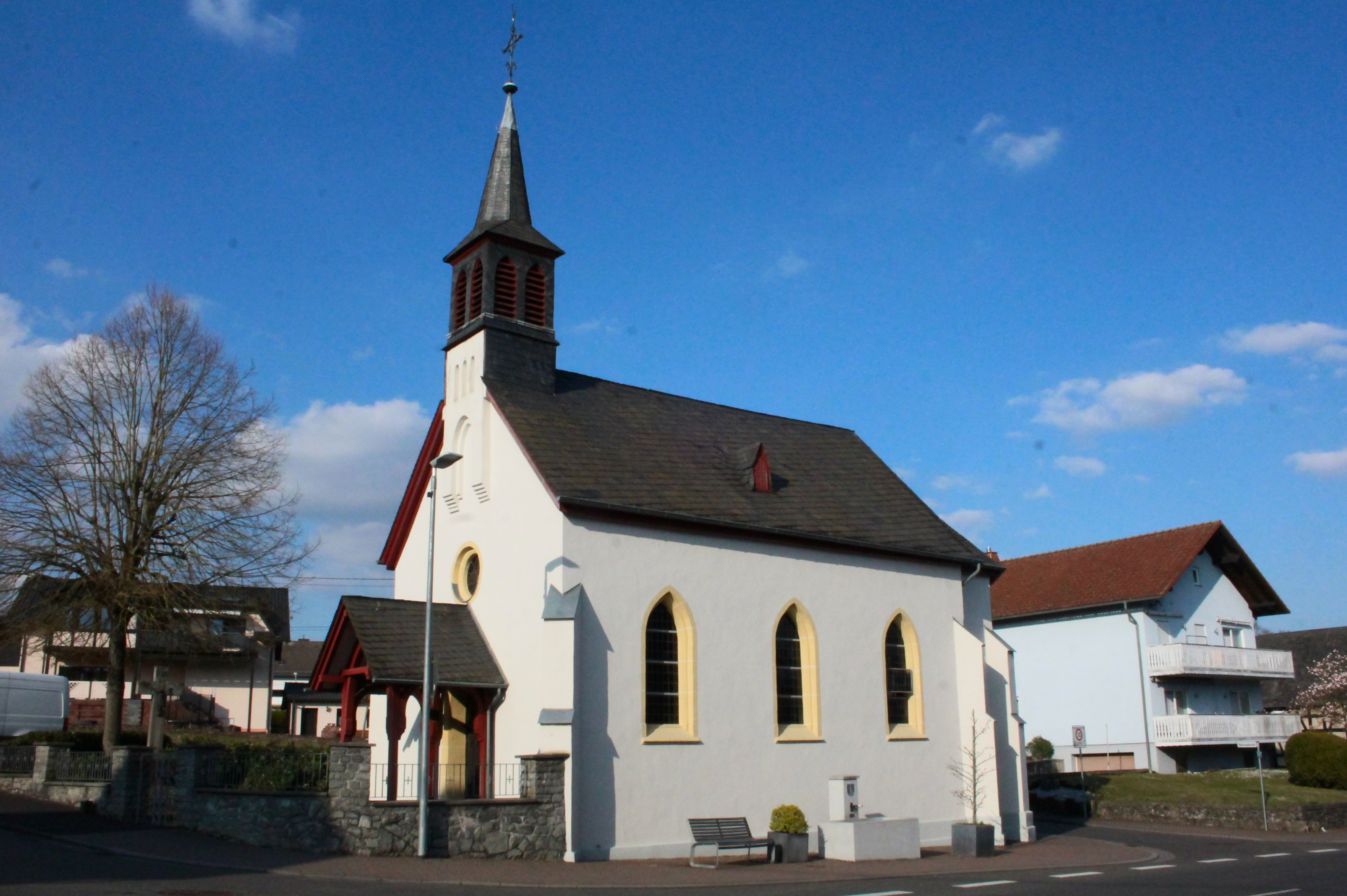
St. Sebastian

Der Sebastianstag am 20. Januar ist auch heute noch Feiertag in Weroth, weil die Gemeinde von einer Pestepidemie verschont blieb.
Ebenso findet jährlich das Live-Rock-Festival im Bürgerhaus am Kirmesfreitag statt.